# Аль-Ула

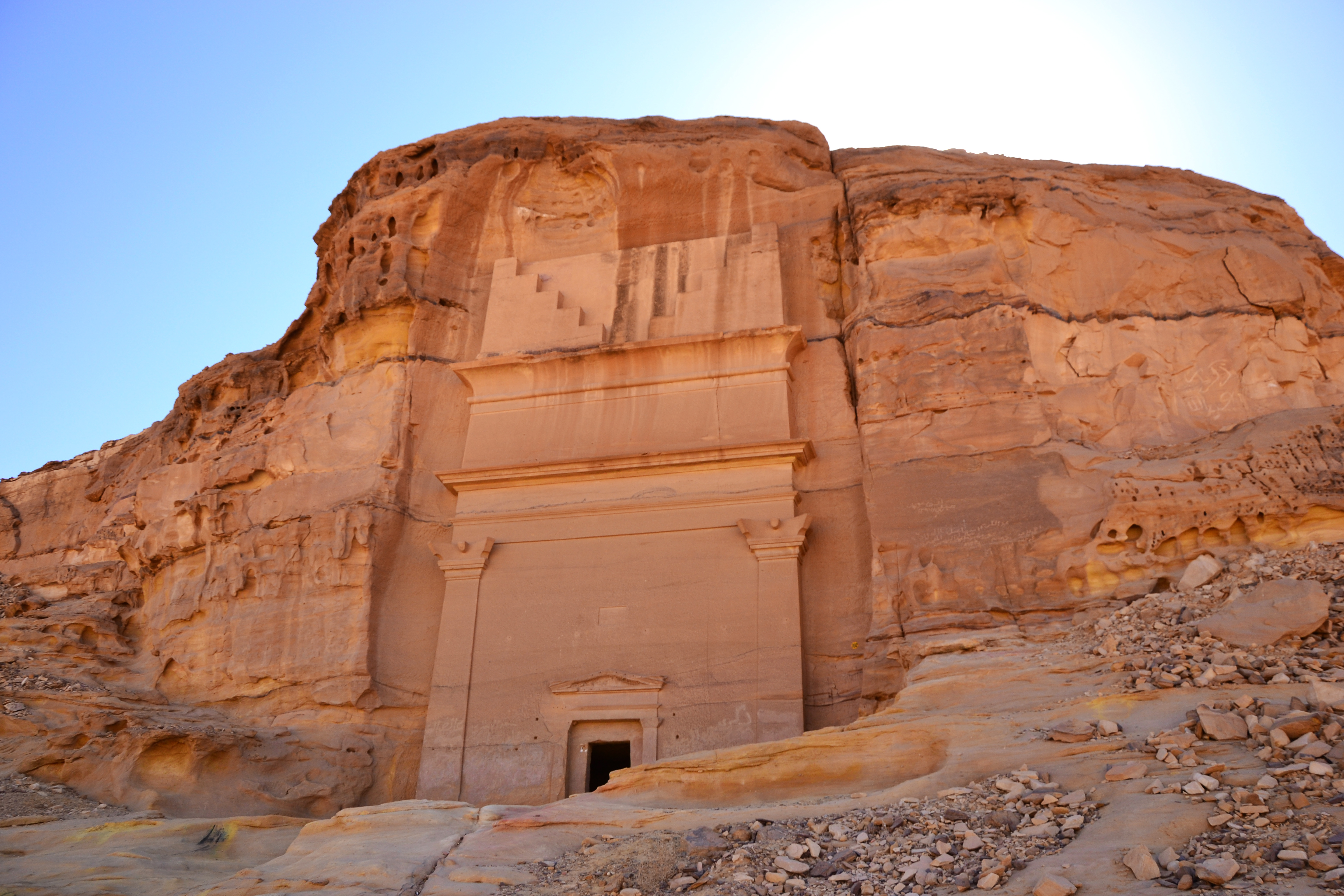
Одна из набатейских гробниц из некрополя Мадаин-Салих

Аль-Ула, Аль-Ола (араб. ٱلْعُلَا‎) — оазис, расположенный примерно в 150 км к юго-западу от Таймы и в 400 км к северо-западу от Медины в северо-западной части Саудовской Аравии, расположенный на древнем Пути благовоний.
На вулканическом нагорье Харрат-Увайрида (местонахождение IDIHA-0001825) в монументальных гробницах, в которой погребения проводились не менее 600 лет в эпоху неолита-энеолита, нашли кости 11 человек — шести взрослых, подростка и четырёх детей. Так же там нашли 26 фрагментов костей одной домашней собаки с признаками артрита возрастом 4200 — 4000 лет до н. э. Наскальные изображения, найденные в этом регионе, указывают на то, что жители неолита использовали собак при охоте на горных козлов и других животных.
Аль-Ула соответствует библейскому Дедану и был столицей царства Лихьян. Найдены многочисленные надписи с VI по IV век до н. э. на местном языке, который является одним из ранних североарабских языков. Из-за его важности для торговли ладаном, оазис был расположен по крайней мере со II века до начала I века до нашей эры под властью южно-арабского королевства Маин.
Здесь находится первый объект всемирного наследия ЮНЕСКО в королевстве Саудовской Аравии, называемый Мадаин-Салих (Хегра), который был построен более 2000 лет назад набатейцами. Наследный принц королевства Мухаммед ибн Салман Аль Сауд намерен развивать в регионе туризм путём создания природного, туристического, археологического и культурного парков.
С 2018 года в Аль-Уле ежегодно проводится фестиваль «Зима на Танторе» (англ. Winter at Tantora Festival, араб. مهرجان شتاء طنطورة). К первому фестивалю было возведено самое большое в мире зеркальное здание (что зафиксировано в Книге рекордов Гиннесса) — Maraya Concert Hall (Концертный зал Марайя; Марайя — «зеркало»). Концертный зал со всех сторон обшит отражающими панелями, площадь зеркального фасада составляет 9740 квадратных метров.